# ایکالتو (گرجستان)
ایکالتو (به لاتین: Ikalto) یک منطقهٔ مسکونی در گرجستان است که در شهرداری تلاوی واقع شده‌است.